# Life Is Sweet (nummer)
Life Is Sweet is een nummer van The Chemical Brothers, uitgebracht op 28 augustus 1995 door het platenlabel Junior Boy's Own. Het nummer behaalde de 25e positie in de UK Singles Chart.